# 基納鎮區 (印地安納州傑斯帕縣)
基納鎮區（英語：Keener Township）是位於美國印地安納州傑斯帕縣的一個行政鎮區。

## 地方資料
根據2010年美國人口普查的數據，基納鎮區的面積為125.00平方千米，當中陸地面積為124.60平方千米，而水域面積為0.40平方千米。當地共有人口10112人，而人口密度為每平方千米80.9人。